# Hanna (cantante)
Ana Isabel Iglesias Ferrer, más conocida como Hanna, es una solista con nacionalidad española. Alcanzó la fama en 2007, al convertir Como la vida en la sintonía oficial de la Vuelta a España 2007.

## Biografía
Nació el 18 de octubre de 1984 en el barrio de Ciudad Pegaso, a las afueras de Madrid. Ha conseguido hacerse un hueco en el panorama musical español a base de nobleza, fuerza y talento. Su debut discográfico llegó el 25 de junio con Pura Hanna, un álbum compuesto de doce canciones creado bajo la producción de Alejo Stivel.
Con un estilo que mezcla rap, flamenco,soul y reguetón Hanna canta calle. Todo el rato. La avenida principal es su voz, que corre el peligro de romperse en cada verso. La melodía de las cuerdas del alma. Un CD hecho posible tras demostrar su talento en la BSO de Yo soy la Juani Película dirigida por Bigas Luna, interpretando "Como en un mar eterno", balada incluida posteriormente en el elepé.
Volcando en sus letras toda su experiencia vital y el sonido de la calle, Hanna logra convertir "Como la vida", otra de las canciones de Pura Hanna, en sintonía oficial de la Vuelta Ciclista a España 2007. Una gran oportunidad para acercarse a un público mucho mayor y seguir creciendo.En el 2011, Hanna saca su segundo disco al mercado, con el afamado productor Andrés Levin. 
Hanna era Pura Hanna en su último trabajo (Disco de oro), portavoz de una generación asociada a la película de Bigas Luna, Yo soy La Juani y ahora es un Huracán…El Huracán Hanna llega a las tiendas el 28 de junio en España.
Su primer sencillo, “La Filarmónica”, entre un tango sin compás y una fanfarria sin frenos
En 2014, se encontraba preparando su nuevo trabajo discográfico con el productor Paco Ortega.
En 2020 Hanna reaparece con dos nuevas canciones anunciando su regreso.

## Discografía

### Álbumes
| Pura Hanna - 2007 (Oro - 50.000 copias) |                      |                              |                              |          |  |
| N.º                                     | Título               | Escritor(es)                 | Autor(es)                    | Duración |  |
| 1.                                      | «Como la vida»       | Mika Selander & Hanna        | Hanna                        | 3:54     |  |
| 2.                                      | «Por ti daría»       | Benito Antonio Terán & Hanna | Benito Antonio Terán & Hanna | 3:31     |  |
| 3.                                      | «Ayer te vi»         | Fernando Polaino & Hanna     | Hanna                        | 3:34     |  |
| 4.                                      | «Una rosa se perdió» | Mika Selander & Hanna        | Hanna                        | 3:42     |  |
| 5.                                      | «No quieras»         | Mika Selander & Hanna        | Hanna                        | 3:35     |  |
| 6.                                      | «Como un mar eterno» | Mika Selander & Hanna        | Hanna                        | 3:48     |  |
| 7.                                      | «Revolución»         | Mika Selander & Hanna        | Hanna                        | 4:15     |  |
| 8.                                      | «Somos diferentes»   | Hanna                        | Hanna                        | 3:16     |  |
| 9.                                      | «Castillos de arena» | Fernando Polaino & Hanna     | Fernando Polaino & Hanna     | 3:45     |  |
| 10.                                     | «Tu veneno»          | Hanna                        | Hanna                        | 4:58     |  |
| 11.                                     | «Verdeazul»          | Diego Cruz & Mika Selander   | Diego Cruz & Mika Selander   | 3:34     |  |
| 12.                                     | «La soledad»         | Hanna                        | Hanna                        | 3:12     |  |

| Huracán Hanna - 2011 |                           |          |  |
| N.º                  | Título                    | Duración |  |
| 1.                   | «Pies de acero»           | 3:36     |  |
| 2.                   | «La filarmónica»          | 4:47     |  |
| 3.                   | «Sin tus besos»           | 4:28     |  |
| 4.                   | «Me llenaron de dulce»    | 4:09     |  |
| 5.                   | «Litio berilio»           | 3:19     |  |
| 6.                   | «Pedir perdón»            | 4:37     |  |
| 7.                   | «Eres lo mejor»           | 4:35     |  |
| 8.                   | «Quizás no te des cuenta» | 4:33     |  |
| 9.                   | «Mirando a dios»          | 3:11     |  |
| 10.                  | «Vive»                    | 4:20     |  |

Año 2020: No te enamores de mi. (SINGLE)

### Bandas sonoras
- 2006: La Bicicleta
- 2006: Yo soy la Juani

### Sencillos
- 2007: Como la vida
- 2007: Por ti daría
- 2008: Como un mar eterno
- 2008: Revolución
- 2011: La filarmónica
- 2020: Dónde nacen los sueños
- 2020: No te enamores de mi

### Colaboraciones
- 2005: STA.K.SANCHEZ Honor Feat Kiva & Hanna
- 2008: Yo quiero a Mai junto a Los Chichos
- 2009: Se acabaron las lágrimas junto a Huecco
- 2009: Salta y vuela  junto a Rash
- 2011: Recordando a bob junto a Javi Cantero
- 2012: El golpe junto a Viezma
- 2018: "A la orilla del mar" junto a Misande.
- 2020 Giro inesperado junto a Jarfaiter

## Premios y nominaciones
- Premios EñE

| Año  | Nominado       | Categoría                      | Resultado |
| ---- | -------------- | ------------------------------ | --------- |
| 2007 | «Como la vida» | Mejor canción                  | Nominado  |
| 2007 | «Como la vida» | Mejor artista solista femenina | Nominado  |
| 2007 | «Como la vida» | Mejor artista revelación       | Ganador   |
| 2007 | «Como la vida» | Mejor videoclip                | Nominado  |
| 2007 | Pura Hanna     | Mejor álbum                    | Nominado  |